# Nanouk l'Esquimau
Pour plus de détails, voir Fiche technique et Distribution.
Nanouk l'Esquimau (Nanook of the North) est un film franco-américain réalisé par Robert Flaherty, sorti le 11 juin 1922 aux États-Unis. Le film est sorti le 27 octobre 1922 en France, et est ensuite ressorti le 10 avril 1996.
Ce film est l'un des premiers films documentaires de long métrage, de Robert Flaherty.

## Synopsis
Le documentaire suit la vie d'un Inuk, Nanouk, et de sa famille inuite alors qu'ils voyagent, recherchent de la nourriture et font du commerce dans la péninsule de l'Ungava, dans la région de Port Harrison, au Canada. Nanouk, sa femme Nyla et leur famille sont présentés comme des héros intrépides qui endurent des rigueurs auxquelles aucune autre race ne pourrait survivre. Le public voit Nanouk, souvent avec sa famille, chasser un morse, construire un igloo, vaquer à ses occupations quotidiennes et accomplir d'autres tâches. Il montre aussi la visite du poste de traite : dépôt de fourrures, découverte du gramophone.

## Distribution
- Nanouk, "L'Ours" en inuktitut, interprété par un chasseur inuit appelé Allariallak[5].
- Nyla, "Celle Qui Sourit", sa femme
- Allee et Cunayou, leurs enfants

## Production

### Intentions et objetifs
En 1910, Sir William Mackenzie engagea Robert Flaherty pour prospecter la vaste région à l'est de la baie d'Hudson pour son potentiel ferroviaire et minier. Au cours de plusieurs années et au cours de quatre longues expéditions, Flaherty a eu des contacts fréquents avec le peuple inuit de la région. Il a été séduit par leurs compétences traditionnelles de survie et a découvert une spiritualité inattendue dans cet extrême nord, une grâce et une dignité culturelles profondes dans un environnement cruel et impitoyable. Lors d'une de ses expéditions, Flaherty a emporté une caméra.
Nanouk l'Eskimau n’était pas initialement prévu comme un documentaire, un genre qui n’avait même pas été défini au moment de la production du film. Comme l’affirme Frances, la veuve de Flaherty, dans une interview, le film a été réalisé dans un souci de distribution et d’exploitation commerciales, ainsi que pour un public habitué aux films de fiction.

### Délai
À l'aide d'un appareil photo Bell & Howell, d'une machine de développement et d'impression portative et de certains équipements d'éclairage, Flaherty passa, en 1914 et 1915, des heures à tourner des films sur la vie des Inuits. En 1916, Flaherty disposait de suffisamment d’images pour commencer à évaluer les projections et fut accueilli avec un grand enthousiasme. Cependant, en 1916, Flaherty a laissé tomber une cigarette sur le négatif original de l'appareil photo (qui était du nitrate hautement inflammable) et a perdu plus de 9 000 mètres de film[réf. souhaitée].

### Développement
Il réfléchit avec Frances, son épouse, à l'échec d'un premier film et décida de retourner dans la baie d'Hudson. Cette fois, il développait ses films sur place et montrait les rushes à ceux qu'il filmait, les réactions de Nanouk et de sa famille donnant ainsi une trame narrative à son documentaire. Son épouse rapporte les sentiments de son mari au sujet de ce film, lors d'un entretien effectué en 1957 par le cinéaste Robert Gardner, qui a réalisé une série de programmes sur la légende « Flaherty ».« J'ai vécu avec ces gens, disait-il, j'étais l'un d'eux, pendant 6 ans, j'ai partagé les dangers de la recherche quotidienne de la nourriture. Aucun peuple au monde n'est plus démuni qu'eux. Aucune autre race ne survivrait dans ces contrées, et pourtant ils étaient joyeux. Les gens les plus joyeux que j'ai jamais rencontrés. Ma seule raison de faire ce film était ma profonde admiration pour ce peuple. »

### Tournage
Sa première tentative a un documentaire ayant échoué, Flaherty décide non seulement de revenir pour de nouvelles images, mais également de recentrer le film sur une famille inuite, estimant que ses images précédentes ressemblaient trop à un récit de voyage. Passant quatre ans à collecter des fonds, Flaherty fut finalement financé par l'entreprise française de fourrure Revillon Frères et retourna dans le Nord et tourna d'août 1920 à août 1921. Le budget estimé du film était de $ 53 000. Comme personnage principal, Flaherty choisit le célèbre chasseur de la tribu Itivimuit, Allakariallak. La pleine collaboration des Inuits a été la clé du succès de Flaherty, car les Inuits constituaient son équipe de tournage et beaucoup d'entre eux connaissaient sa caméra mieux que lui. Des cinéastes ultérieurs ont souligné que les seules caméras dont disposait Flaherty à l'époque étaient à la fois grandes et immobiles, ce qui rendait impossible la capture efficace de la plupart des plans d'intérieur ou des scènes extérieures non structurées sans modifier considérablement l'environnement et l'action du sujet.

## Sortie et réception du public
Peu avant la sortie du film, en janvier 1922, Christian K. Nelson brevète une friandise (une barre de glace, semblable à une sucette, enrobée de chocolat) baptisée Eskimo Pie. Quand Nanouk l'Esquimau sort en salle, Nelson en profite pour vendre ses glaces dans les salles, ce qui contribue à les rendre populaires. L'idée a été exploitée en France par l'entreprise Gervais sous la marque déposée Esquimau, à partir de l'exposition coloniale internationale, en 1931. La marque est depuis largement utilisée comme nom en France. En tchèque et slovaque, le même bâton glacé se dit nanuk.
La réaction des spectateurs de ce premier film surprit le cinéaste : « Les gens ont réagi poliment ! Mais je pouvais voir que l'intérêt qu'ils avaient pris au film était un intérêt purement amical : ils voulaient voir où j'avais été, et ce que j'avais fait. Ce n'était pas du tout ce que je recherchais. Je voulais montrer les Inuits. Et je voulais les montrer, non pas du point de vue de l'homme civilisé, mais comme ils se voyaient eux-mêmes ».
Frances confie également sa théorie sur le retentissement que ce film a eu à travers le monde lors de sa sortie et l'annonce de la mort de Nanouk deux ans après la sortie du film. « Je pense que lorsqu'ils nous sourient sur l'écran, nous sommes totalement désarmés et nous leur rendons leur sourire. Ils sont eux-mêmes et nous devenons nous-mêmes en retour. Tout ce qui pourrait nous séparer d'eux n'existe plus. Malgré nos différences, et peut-être grâce à elles, nous ne faisons plus qu'un avec eux. Et ce sentiment d'identité commune s'ancre en nous, pour se transformer en expérience profondément libératrice lorsque nous réalisons qu'effectivement, nous ne faisons qu'un avec les autres et avec les choses. Mais c'est là le problème, que le moindre geste faux, la moindre once d'artificialité surviennent, et le fossé refait surface. À nouveau, on ne fait plus que regarder des gens sur l'écran et le sentiment d'identité commune s'envole. Il n'est plus possible. La magie du film Nanouk, l'Esquimau réside selon moi, dans le fait qu'ils sont eux-mêmes et qu'ils ne jouent pas la comédie. Ils sont. »
Salué quasiment à l'unanimité par la critique, le film connaît un succès au box-office aux États-Unis et à l'étranger. Dans les années suivantes, beaucoup d'autres tenteront de suivre le succès de Flaherty avec des films sur les « peuples primitifs ». En 2005, le critique de cinéma Roger Ebert a décrit le personnage central du film, Nanouk, comme « l'un des êtres humains les plus vitaux et inoubliables jamais enregistrés au cinéma ». Dans un sondage Sight and Sound de 2014, les critiques de cinéma ont élu Nanouk l'Eskimau le septième meilleur film documentaire de tous les temps.

## Controverse
Derrière le film Nanouk l'Eskimau, il se cache une tout autre histoire bien différente de celle montrée dans le film. Des observateurs (à commencer par John Grierson) en viendront à accuser Flaherty d’ignorer la réalité au profit d’une romance qui, malgré toute sa valeur documentaire, n’était pas pertinente.
Tout d’abord l’acteur principal ne s’appelle pas Nanouk mais Allakariallak. De plus, les deux femmes présentes dans le film, Nyla (Alice Nuvalinga) et Cunayou (dont nous ne connaissons pas le vrai nom), ne sont pas les femmes de Nanouk mais des épouses informelles. La famille au centre du film n'en était pas une. Il s'agissait ainsi d'Inuits photogéniques, choisis et payés pour jouer ces rôles.
Les vêtements authentiques des personnages étaient en réalité un hybride nostalgique ; les Inuits avaient commencé à intégrer les vêtements occidentaux quelque temps auparavant. Cette intégration était en fait assez générale : les iglous cédaient la place aux matériaux de construction du Sud, de nombreux harpons avaient été remplacés par des fusils, de nombreuses pagaies de kayaks par des moteurs. Le phoque qui semble engager Nanook dans un délicieux tir à la corde est en réalité mort ; Nanouk est en fait tiré par des amis à l'autre bout de la corde, juste hors de la caméra. Lors de la célèbre chasse au morse, les chasseurs ont désespérément demandé au cinéaste d'arrêter de filmer avec la caméra et de commencer à tirer avec le fusil. De son côté, Flaherty a fait semblant de ne pas entendre et a continué à filmer jusqu'à ce que la proie soit capturée à l'ancienne « pour plus d’authenticité ». Une chasse à l’ours ratée (n’apparaissant pas dans le film, mais racontée dans les mémoires nordiques de Flaherty, My Eskimo Friends) a laissé ses participants, y compris Flaherty, bloqués et presque affamés pendant des semaines. Il exagère aussi sur le danger que les chasseurs inuits encourent sur la faim, des attaques… En réalité, Allakariallak (Nanouk) avait des contacts réguliers avec des occidentaux, vivait dans une maison moderne et chassait avec une arme à feu.
Il va mentir sur la mort de l’acteur, en affirmant qu’il est mort de faim, alors qu'en réalité il est mort chez lui de la tuberculose.

## Postérité et influences

### Littérature
L'ouvrage jeunesse Nanouk et moi de Florence Seyvos (2010, l'École des loisirs) évoque le film de Flaherty.

### Musique
Une nouvelle musique a été réalisée par le compositeur Thierry Pécou et créée le 8 décembre 2006 à Paris. 
L'album Apostrophe de Frank Zappa fut entièrement écrit et composé dans le but de raconter musicalement l'histoire du film de Flaherty, c'est pour cela que dans la première chanson de l'album (Don't eat the yellow snow), on entend le prénom de Nanouk à deux reprises, tandis que dans la seconde chanson de l'album, le prénom en question se trouve directement dans le titre (Nanook rubs it).

### Cinéma
Le film Kabloonak (1994) évoque le tournage du film Nanook of the North.

## Photos du film

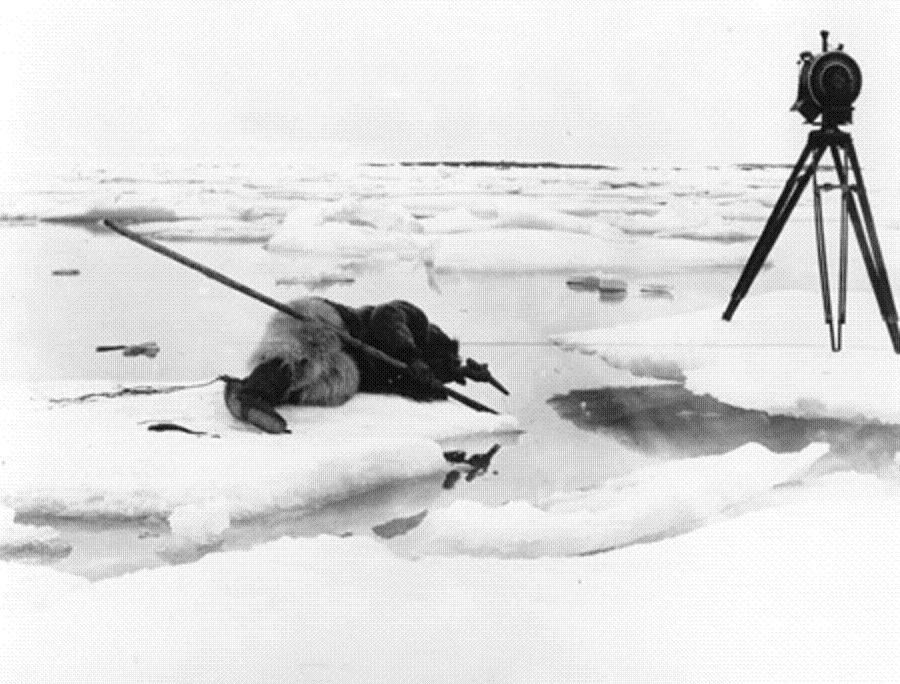
Tournage de Nanook of the North
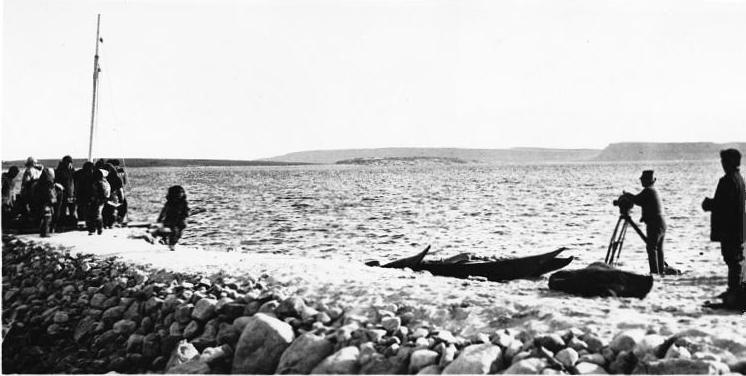
Robert Flaherty tournant à Port Harrison, 1920
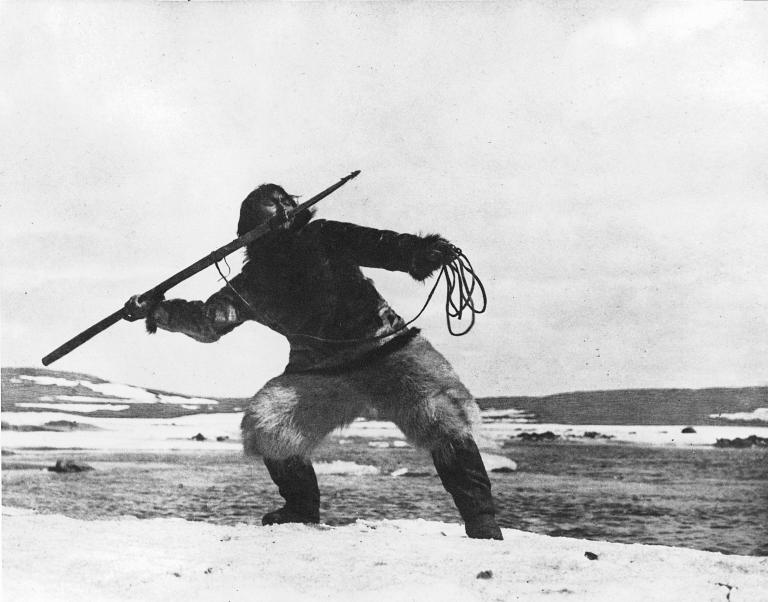
Le chasseur inuk Allariallak dans le rôle-titre du film Nanook of the North
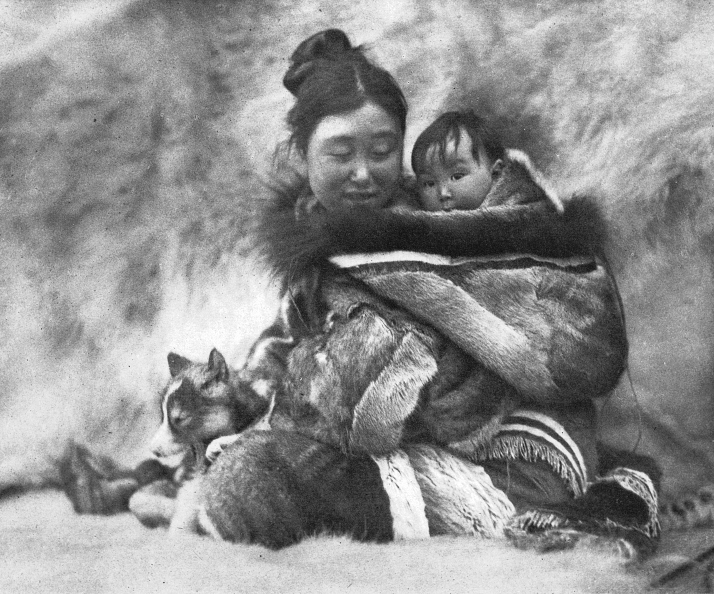
Nyla et son enfant